# Robert D. Schaldach
Robert D. Schaldach (New York, 1º febbraio 1926 – Flagstaff, 1º dicembre 1963) è stato un astronomo statunitense.
Il Minor Planet Center lo accredita per la scoperta dell'asteroide 6277 Siok effettuata il 24 agosto 1949, in collaborazione con Henry Lee Giclas.
Ha inoltre coscoperto con Pelageja Fëdorovna Šajn la cometa periodica 61P/Shajn-Schaldach.
Gli è stata assegnata la 247° medaglia Donohoe.
Il 25 gennaio 1954 osservò un UFO mentre era al lavoro al poligono missilistico di White Sands, riportò l'osservazione al Progetto Blue Book.